# Habib ibn Maslama
Ḥabīb ibn Maslama al-Fihrī (arabisch حبيب بن مسلمة الفهري; * 617 in Mekka; † 662 in Damaskus oder Armenien) war ein arabischer Feldherr während der Islamischen Expansion.

## Leben

### Herkunft und Karriere unter ʿUmar
Geboren in Mekka war Habib Mitglied des Muharib-ibn-Fihr-Clans des Quraisch-Stammes (dem Stamm, zu dem auch Mohammed gehörte). Er zeichnete sich in den Kämpfen während der Islamischen Eroberung der Levante und der Dschazīra gegen das Byzantinische Reich aus. Er führte ein Kavalleriegeschwader in der Schlacht am Jarmuk an, und der Kalif ʿUmar ibn al-Chattāb (634–644) ernannte ihn zuerst zum Gouverneur von Homs und später von Dschazīra.
Seine Kämpfe gegen die Byzantiner brachten ihm dem Spitznamen Ḥabīb al-Rūm ein (Habib der Rhomäer, was aber auch ironischerweise als Der Geliebte der Rhomäer übersetzt werden kann). Der Kalif ʿUmar soll von ihm sehr beeindruckt gewesen sein und soll ihm die Schatzkammer (oder nach anderen Berichten das Waffenarsenal) geöffnet haben, damit er nehmen möge, was er wolle; Habib nahm nur einige Waffen und ließ den Schatz unberührt.

### Karriere unter ʿUthmān
Der Kalif ʿUthmān ibn ʿAffān (644–656) wies den Gouverneur von Syrien, Muʿāwiya b. Abī Sufyān, an, Habib auf eine Expedition ins byzantinisch kontrollierte Armenien zu schicken – obwohl einige Quellen darauf bestehen, dass der Kalif Habib direkt beauftragte. Muslimische Quellen verorten dieses Ereignis direkt nach ʿUthmāns Amtsantritt im Jahr 644, während byzantinische und armenische Quellen das Jahr 653/654 angeben. Die Kampagne war ein großer Erfolg für die Araber: Habibs Streitkräfte nahmen Melitene ein und besiegten den byzantinischen Gouverneur von Armenien, Maurianos, bei einem nächtlichen Angriff in der Nähe von Dvin. Nach Angaben des armenischen Historikers Sebeos verfolgten die Araber den besiegten byzantinischen Befehlshaber bis nach Iberien oder sogar bis an das Schwarze Meer und nahmen Trapezus und Theodosiopolis ein.
Die Kapitulationsverträge mit Dvin und Tiflis, die er zu dieser Zeit geschlossen hatte, sind bis heute erhalten geblieben. Während dieser Expedition soll ihm eine seiner Frauen, Umm Abdallah bint Yazid al-Kalbiyya, begleitet haben, welche so tapfer und furchtlos wie er selbst war. Vor dem nächtlichen Angriff auf Maurianos' Lager soll er sie gefragt haben, wo er sie nach der Schlacht fände, und sie antwortete "entweder in Maurianos' Zelt oder im Paradies". Als Habib das Zelt des byzantinischen Kommandanten erreichte, war sie bereits dort.

### Erste Fitna und Karriere unter Muʿāwiya
Habib wurde kurzzeitig zum Gouverneur der unterworfenen armenischen Gebiete ernannt, wurde dann aber zurückgerufen, um das Kommando über die Grenzgebiete zu Byzanz in Nordsyrien zu übernehmen, von Qinnasrin aus kämpfte Habib gegen die Marada und die Byzantiner kämpfte.
Als ʿUthmān in seinem Haus in Medina von Rebellen belagert wurde, schickte Muʿāwiya Habib mit 4.000 syrischen Truppen los, um ihn zu retten, aber seine Vorhut hatte erst das Wadi al-Qura im nördlichen Hedschas erreicht, als ihn die Nachricht von ʿUthmāns Ermordung erreichte. Der Historiker Wilferd Madelung betrachtet jedoch die Geschichte von Uthmans Hilfsersuch gegen die Rebellen als eine spätere Erfindung. In der Zeit der ersten Fitna nach ʿUthmāns Ermordung blieb Habib loyal zu Muʿāwiya.
Während des Waffenstillstands und Verhandlungen zwischen den Anhängern Muʿāwiyas und ʿAlī ibn Abī Tālibs – Mohammeds Cousin und Schwiegersohn – gingen Habib zusammen mit Schurahbīl ibn Simt und Ma'n ibn Yazid ibn al-Achnas al-Sulami als Gesandte zu ʿAlī. Habib verlangte von Ali die Übergabe von Uthmans Mördern und forderte ihn auf, das Kalifenamt niederzulegen und die Nachfolgefrage einem Rat (Schūrā) vorzulegen, was ʿAlī mit Verachtung ablehnte.
Während der dreitägigen Schlacht von Siffin zwischen dem 26. und 28. Juli befehligte Habib den linken Flügel der syrischen Streitkräfte und stand Abdallah ibn Budayl an der Spitze der jemenitischen Streitkräfte gegenüber, die durch eine Streitmacht von Koranlesern verstärkt wurden. Er spielte eine wichtige Rolle am ersten Tag, als Ibn Budayl auf Muʿāwiyas Position im Zentrum zusteuerte, um diesen persönlich zu töten. Habib konterte und verjagte den gesamten rechten Flügel von ʿAlīs Armee, umzingelte Ibn Budayl und die Koranleser und drängte sich abwechselnd in Richtung ʿAlīs Zentrum. Einer von ʿAlīs Generälen, Malik al-Aschtar, schaffte es, den sich zurückziehenden rechten Flügel zu sammeln und Ibn Budayl zu retten, aber ein neuer Angriff des letzteren auf Muʿāwiyas Stellung schlug fehl und Ibn Budayl wurde getötet. Gemäß Ibn Challikān machten Habibs Einsatz in der Schlacht von Siffin ihm zu einem der beliebtesten Generäle Muʿāwiyas. Nachdem Muʿāwiya Kalif wurde, ernannte er Habib zum Gouverneur von Armenien und Aserbaidschan.

### Tod und Vermächtnis
Die meisten Quellen geben als sein Todesjahr 662 und als Ort entweder Damaskus oder Armenien an. Ein Bericht aber sagt jedoch, dass er 671 noch am Leben war.
Sein Ruf bei späteren Generationen war beeindruckend: Er war groß und ein erfolgreicher Kommandeur. Er wurde für seine moralische Aufrichtigkeit bewundert und soll durch Gebete Wunder vollbracht haben. Einer Geschichte zufolge warf sich der Kalif Muʿāwiya nach seinem Tod aus Dankbarkeit vor Gott nieder, weil er einen solchen Diener hatte. Habib hatte verlangt, dass Muʿāwiya den Normen der rechtgeleiteten Kalifen ʿUmar und Abū Bakr (632–634) folgen sollte, und Muʿāwiya hatte sich darangehalten.
Dieser Ruf führte zu späteren Behauptungen, dass Habib unter die Sahāba, die Gefährten Mohammeds, gestellt werden sollte. Diese Behauptungen wurden von seinen zahlreichen Nachkommen vertreten, aber auch von Muʿāwiyas Anhängern, die in ihren Streitigkeiten über seine Legitimität als Kalif mit den Aliden versuchten, die Treue so vieler Sahāba wie möglich für sich zu beanspruchen. Während Habib selbst behauptete, Mohammed in Medina getroffen und mit ihm gekämpft zu haben, bestehen die meisten Quellen darauf, dass er erst zwölf Jahre alt war, als Mohammed starb, und somit keine Rolle in dessen Regime gespielt haben kann. Isolierte Quellen geben sehr unterschiedliche Berichte und behaupten, dass Habib nur zwei Jahre alt oder 22 Jahre alt war, als Mohammed starb; Einige Quellen akzeptieren ihn als Quelle von Hadithen, während andere das ablehnen.

### Familie
Habib hatte drei Frauen, alle aus dem Stamm Banu Kalb, darunter Na'ila bint Umara al-Kalbiyya, die früher mit Muʿāwiya verheiratet war. Zwei seiner Söhne überlebten ihn. Habib besaß ein Haus in Damaskus mit Blick auf die Barada sowie eine Residenz in Hauran. Der Gelehrte Abu Zur'a al-Dimaschqi aus dem 9. Jahrhundert berichtete, dass Habibs Nachkommen in der Region Hauran zahlreich vertreten waren.